# Санта Коломба III (Беневенто)
Санта Коломба III је насеље у Италији у округу Беневенто, региону Кампанија.
Према процени из 2011. у насељу је живело 98 становника. Насеље се налази на надморској висини од 142 м.